# Rhinogobius albimaculatus
Rhinogobius albimaculatus és una espècie de peix de la família dels gòbids i de l'ordre dels perciformes.

## Morfologia
- Els mascles poden assolir 5,9 cm de longitud total.
- Nombre de vèrtebres: 28.[1]

## Hàbitat
És un peix d'aigua dolça i de clima tropical.

## Distribució geogràfica
Es troba a Àsia: conca del riu Nam San (conca del riu Mekong, Laos).

## Observacions
És inofensiu per als humans.